# Bisokhar
Bisokhar es  una  ciudad censal situada en el distrito de Ghaziabad en el estado de Uttar Pradesh (India). Su población es de 14332 habitantes (2011). 

## Demografía
Según el censo de 2011 la población de Bisokhar era de 14332 habitantes, de los cuales 7578 eran hombres y 6754 eran mujeres. Bisokhara tiene una tasa media de alfabetización del 77,61%, superior a la media estatal del 67,68%: la alfabetización masculina es del 86,58%, y la alfabetización femenina del 67,54%.